# КУД „Абрашевић” Шабац
Културно-уметничко друштво (КУД) „Абрашевић” у Шапцу, основано је 1905. године. 
Друштво има око 350 активних чланова, распоређених у шест секција: 
- Фоклорни ансамбл,
- Модерни плес,
- Народни оркестар,
- Женски и Мешовити хор,
- Тамбурашки оркестар „Бисерница“ и
- Ансамбл „Носталгија“.

Најуспешнија по броју трофеја је Фоклорна секција. 
Секције Друштва гостовале су у Италији, Швајцарској, Француској, Немачкој, Грчкој, Холандији, Норвешкој, Мађарској, Румунији, Бугарској, Шпанији и Аустрији. 

## Награде и признања
- Октобарска награда града Шапца,
- Орден братства и јединства са сребрним венцем,
- Златна плакета Савеза аматера Србије,
- Златна плакета СО Шабац итд.